# Timeout (telekomunikacja)
Timeout (również time-out lub time out) – limit czasu przewidziany na dane zdarzenie lub operację, używany m.in. celem zabezpieczenia danego systemu przed blokadą spowodowaną brakiem odpowiedzi danego urządzenia lub podzespołu.
Bez limitu czasu jednostka wysyłająca zapytanie oczekiwałaby w nieskończoność na odpowiedź, blokując komunikację na danym kanale, a nawet działanie całego systemu, tym samym czyniąc go bezużytecznym. Jeżeli jednak limit czasu jest określony, to przy braku odpowiedzi po tym czasie jednostka pytająca zgłasza błąd, który może być wyświetlony użytkownikowi. System główny w dalszym ciągu nie wykona zamierzonego zadania, ale przynajmniej proces zostanie automatycznie przerwany, a wstępny powód usterki (brak odpowiedzi z danego podzespołu) zostanie zarejestrowany w systemie (i np. wyświetlony użytkownikowi).
W zależności od szybkości transferu danych oraz innych ograniczeń i wymagań sprzętowych timeout może być ustawiony od kilku milisekund do nawet kilkudziesięciu sekund (protokół IrDA), czy nawet kilku minut (protokół GPIB).